# Кум (город)

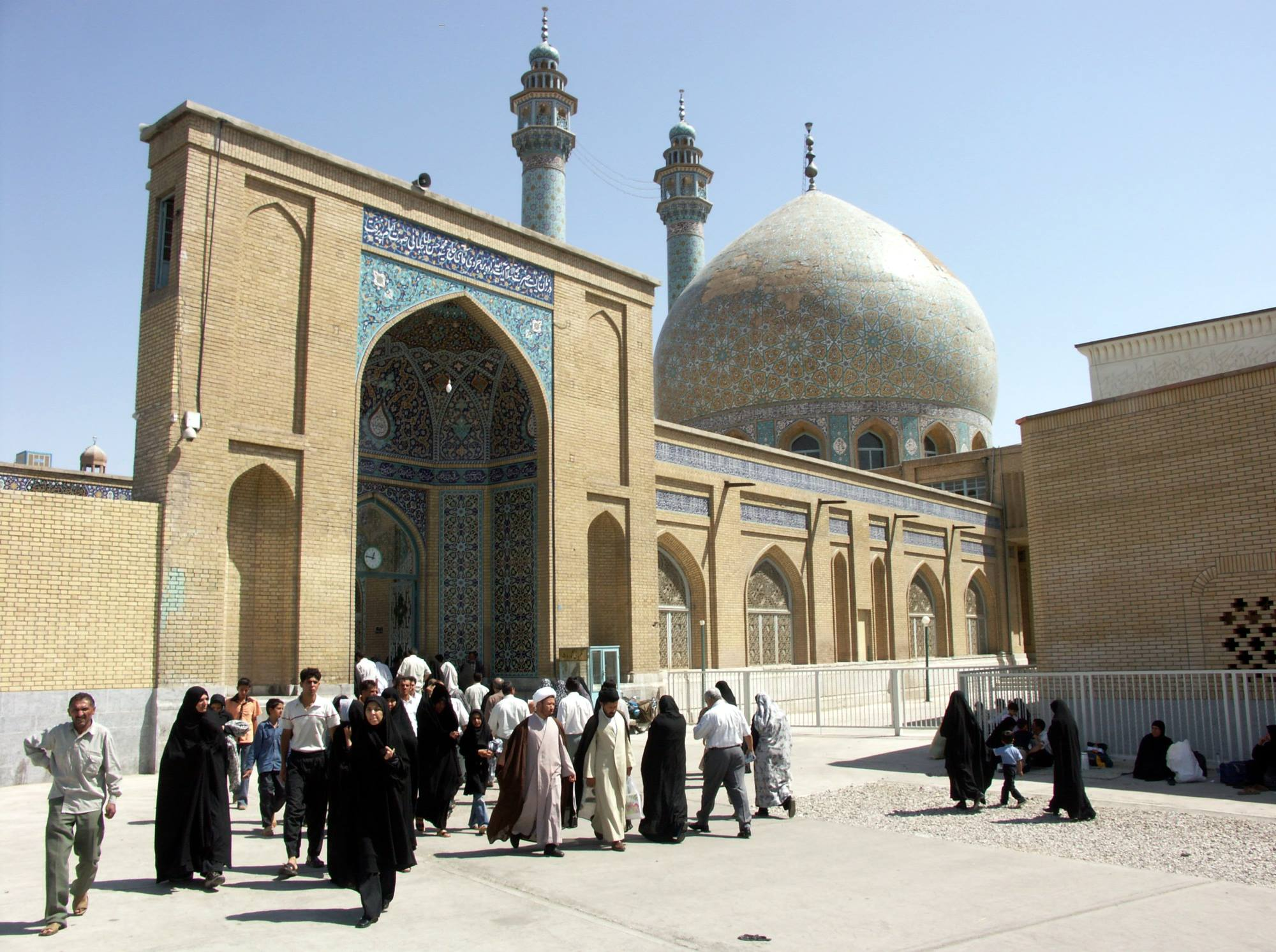
Мечеть на могиле Фатимы

Кум (перс. قم‎, [ɢom]) — столица провинции (остана) Кум в Иране, священный город шиитов. Население на 2012 год составляло 1 071 503 человека, город быстро развивается. Школа мусульманского богословия в Куме считается среди шиитов второй по значению после школы в Эн-Наджафе.
В окрестности города находится ракетный полигон Ирана (34°39′ с. ш. 50°54′ в. д.).

## География
Город Кум находится на реке в 150 км к югу от Тегерана. Через Кум проходит дорога на Исфахан. Высота города над морем — 975 м. Неподалёку от города находятся месторождения нефти и газа.

## История
Считается, что Кум существовал в домусульманское время, хотя точных данных о его древней истории нет. Изначально словом «кум» обозначался городской вал, и впоследствии это название перешло на весь город. После захвата города арабами сюда стало стекаться все неблагонадёжное и оппозиционное население халифата — шииты, политические беженцы и ссыльные, различные сектанты.
Около 1474 года город посетил Афанасий Никитин, упомянувший его в своих путевых записках «Хожение за три моря».
Сильный импульс в своём развитии Кум получил во времена Сефевидов. В XVI веке город превратился в крупнейший религиозный центр шиизма. Позднее, во времена афганского нашествия и междоусобиц, Кум сильно пострадал, однако в XIX веке, начиная с Фатх Али-шаха, был восстановлен и даже претендовал на роль столицы. С этого времени в городе сохранилось множество религиозных построек: мечетей, гробниц членов семей имамов и шахов, богословских школ.
Началом Исламской революции в Иране принято считать события января 1978 года в Куме, когда демонстрация студентов против клеветнической статьи о Хомейни в государственной газете была расстреляна полицией. По официальным данным, в ходе усмирения беспорядков погибли 2 студента.

### Религиозный центр
В Куме располагается религиозный центр, объединяющий большое количество учебных заведений, в которых учатся как иранцы, так и иностранцы. Однако в большинстве случаев иранцы и иностранцы учатся в разных учебных заведениях. Деятельность религиозных учебных заведений для иностранцев контролируется международным университетом аль-Мустафа (джамиату аль-Мустафа аль-алямийа). Под попечением данного университета находятся: Медресе Имам Хомейни, Медресе Худжатия, Джамиату улюм, Джамиату Алю бейт, женское медресе Бинтуль-худа, джамиату аз-Захра и множество других более мелких учебных заведений. Учебная программа международного университета аль-Мустафа отличается высокой степенью организованности, отсутствием радикализма, наличием большого числа опытных преподавателей.
В Куме проживают большинство шиитских духовных лидеров (аятолл):
- Великий аятолла Вахид Хорасани.
- Великий аятолла Макарем Ширази.
- Великий аятолла Нури Хамедани[англ.].
- Великий аятолла Хусейн Али Мунтазери.
- Великий аятолла Хусейн Мазахери[англ.].
- Великий аятолла Сафи Гульпайгани.

## Мавзолей Фатимы Масуме

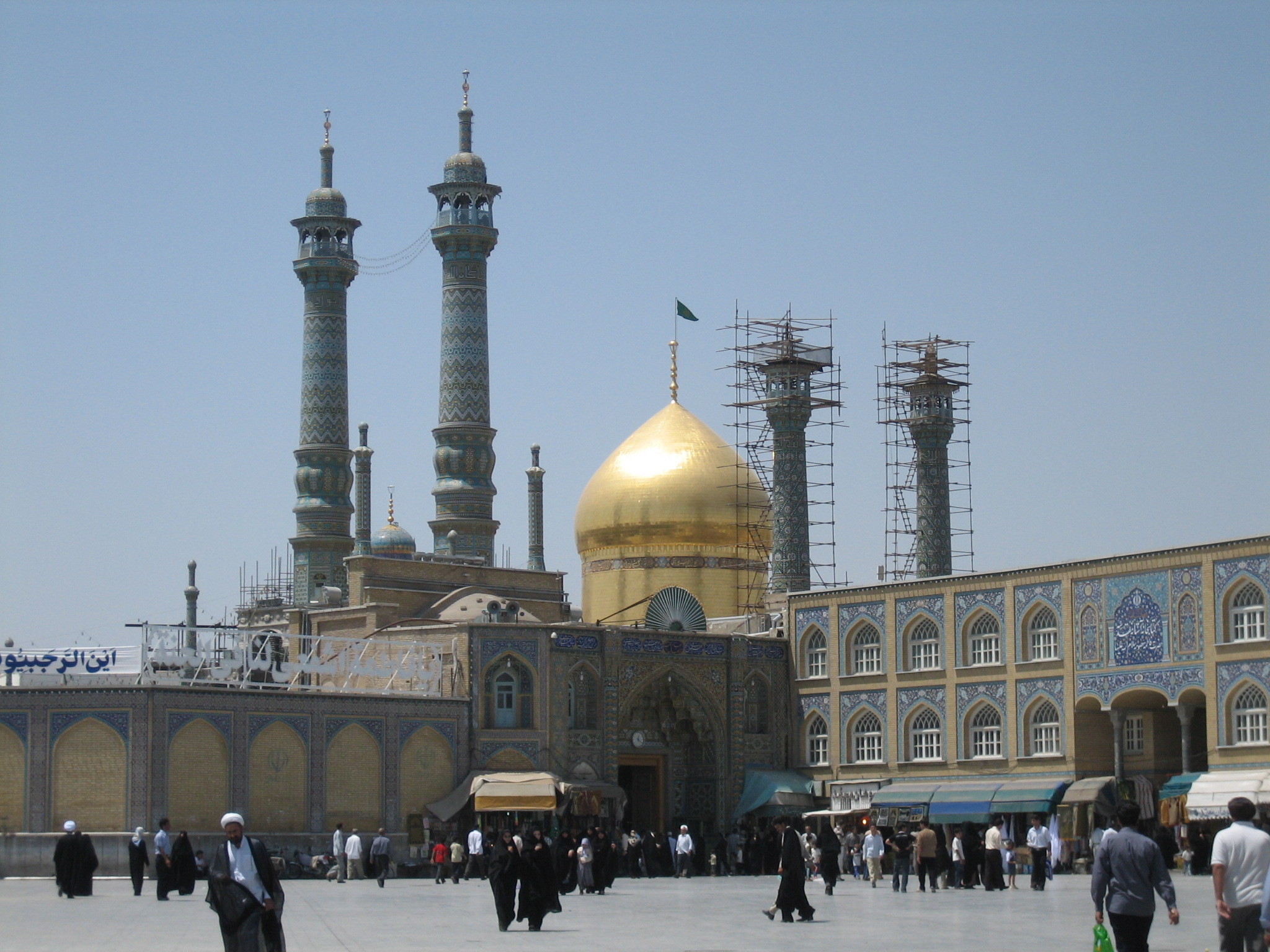
Мавзолей Фатимы Масуме

Наиболее значимым и впечатляющим памятником архитектуры Кума является гробница Фатимы Масуме. «Масуме» означает «непорочная, безгрешная». После смерти и погребения Фатимы её отец имам Муса сделал соломенный навес над могилой, однако могила стала настолько популярной, что над ней была выстроена башня. После этого в мавзолее Масуме хоронились все женщины из семьи имама Мусы и его потомков. В правление Тогрул-бека над гробницей был возведён купол. При Сефевидах и Каджарах гробница продолжала расширяться, появились 4 внутренних дворика и украшения.
Центром этого мемориального комплекса является восьмиугольное святилище. Его стены украшены надписями, относящимися к середине XIX века. Над зданием возвышается шестнадцатиметровый купол, созданный при Фатх Али-шахе. Одна из гробниц украшена плиткой и росписями XIV века. Здание к югу от святилища называется «женским двориком», в наши дни там располагается музей гробницы.
Вокруг святилища расположены внутренние дворы с галереями и гробницами. Старый двор был построен по приказу Фатх Али-шаха вместо двух дворов сефевидского времени. С южной стороны от дворика находятся могилы двух шахов Каджаров. В восточной части комплекса находится новый двор, вокруг которого захоронено более тридцати членов царских семей и других значимых личностей. Восточный вход, называемый «Зеркальный портик», представляет собой вершину архитектурного и декоративного искусства каджарского периода.

## Ссылки

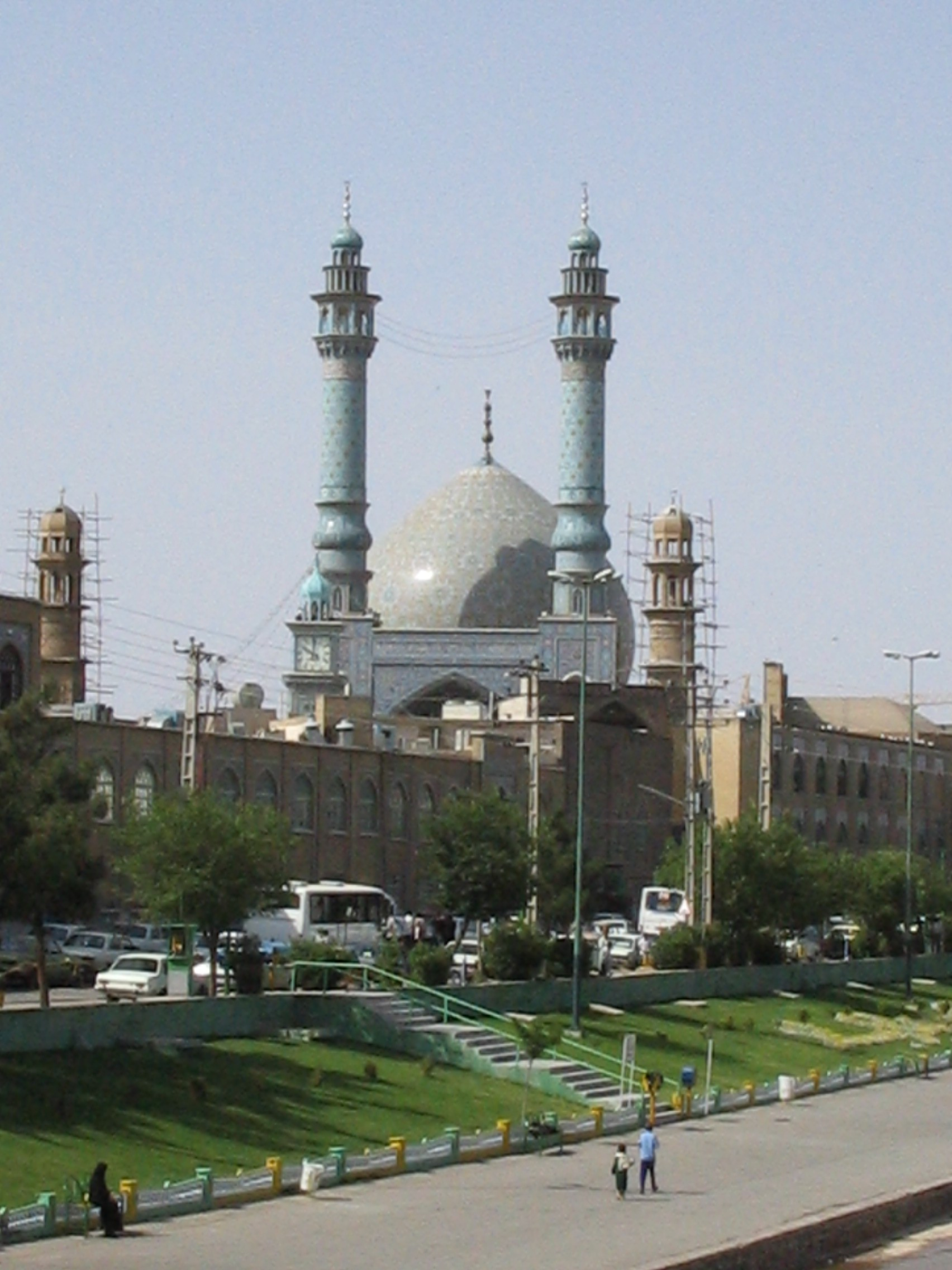
Мечеть Хазрат-е Масуме

## Известные уроженцы
- Шейх Аббас Куми
- Хассан ибн Саббах

### Религиозные ссылки
- Tuba Graphics, a religiously affiliated organization based in Qom
- Noor Fiqh Library, Qom
- Imam Ali commemorative website, based in Qom.
- Society of Islamic Teachers of Qom’s Hawzah Архивная копия от 11 мая 2007 на Wayback Machine (in Persian)
- Dar-ul Hadith Institute
- Hawzah Yellow Pages
- Qom Seminary Islamic Propagation Office 1
- Qom Seminary Islamic Propagation Office 2
- Qom Seminary Islamic Propagation Office 3
- Qom Seminary Islamic Propagation Office 4
- Qom Seminary Publishers
- Islamic Qom City
- Sharah Hawzah Seminary Information Network
- IslamIFC
- Qom Shots